# Revolverponstang

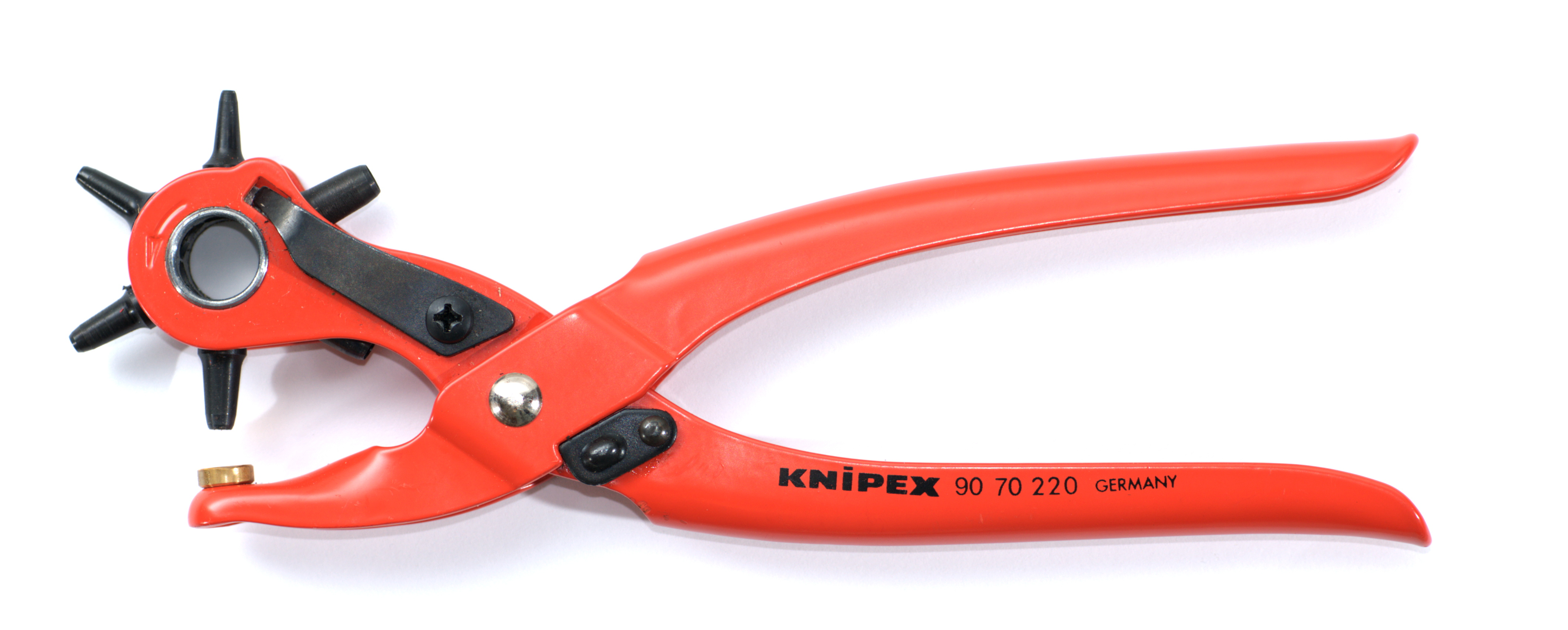
Een revolverponstang of gaatjestang

Een revolverponstang is een stuk gereedschap bedoeld voor het uitstansen van kleine gaatjes in lederwerk, textiel en kunststof.
De tang is in de regel voorzien van een openingsveer en een schuifje waarmee de bekken in gesloten toestand kunnen worden vastgezet. De ene bek heeft een draai- en vergrendelbare cilinder, waarop zich aan de buitenkant een zestal scherpgeslepen holpijpjes met verschillende diameter bevinden. De andere bek van de gaatjestang is voorzien van een aambeeldje. De meestal verwisselbare holpijpjes op de rol hebben gewoonlijk een diameter van 2 tot 5 à 6 millimeter. De gaatjes worden gemaakt door het ponspijpje met de gewenste diameter boven het aambeeldje te draaien en vervolgens het te bewerken materiaal hiertussen te plaatsen waarna te tang wordt dichtgeknepen.
De revolverponstang wordt dikwijls gebruikt voor het maken van gaatjes voor gespen, oogjes en klinknagels; in riemen, schoenen, tuigage enzovoort. Bij grotere gaten, past men voor dit doel meestal een grotere holpijp toe.